# Njörd

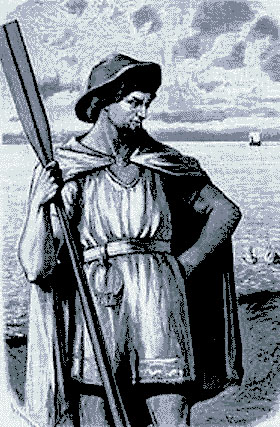
Bůh Njörd od Carla Fredericka von Saltzy 1893

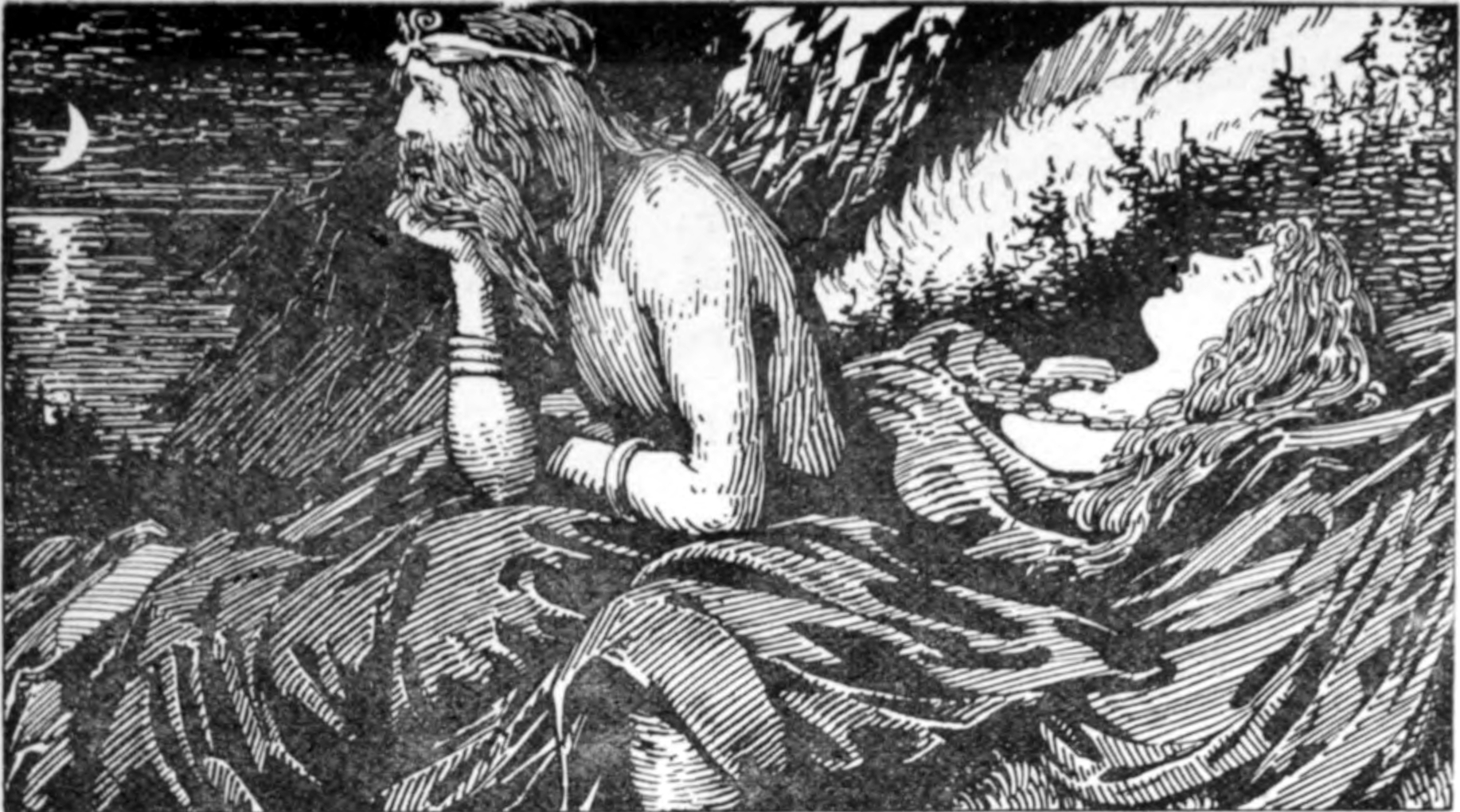
"Njörd touží po moři" od W. G. Collingwooda 1908

Njörd je severský bůh moře, větru a plodnosti, patron rybářů a námořníků, dárce a ochránce bohatství. Jeho posvátnými zvířaty jsou rackové a tuleni. Původně pochází z Vanaheimu. Po válce mezi Vany a Ásy byl spolu se svými dětmi Freyem a Freyou na utvrzení smíru vyměněn za boha Höniho a od té doby žije s ostatními Ásy v Ásgardu. Jeho sídlem je Nóatún.
Njörd má za manželku Skadi, dceru obra Tjaziho. Když Ásové zabili jejího otce, nabídli ji náhradu, že si může mezi Ásy vybrat muže. Musela však vybírat pouze podle nohou. Skadi si tedy vybrala ty nejkrásnější, neboť myslela, že patří krásnému bohu Baldrovi, ale mýlila se a musela si vzít Njörda.
Skadi a Njörd se nemohli dohodnout, kde bydlet. Skadi toužila po horách a Njörd zase tíhl k moři. Pokusili se proto o kompromis, devět dní pobudou u Skadi a devět dnů u Njörda.